# 内里斯河

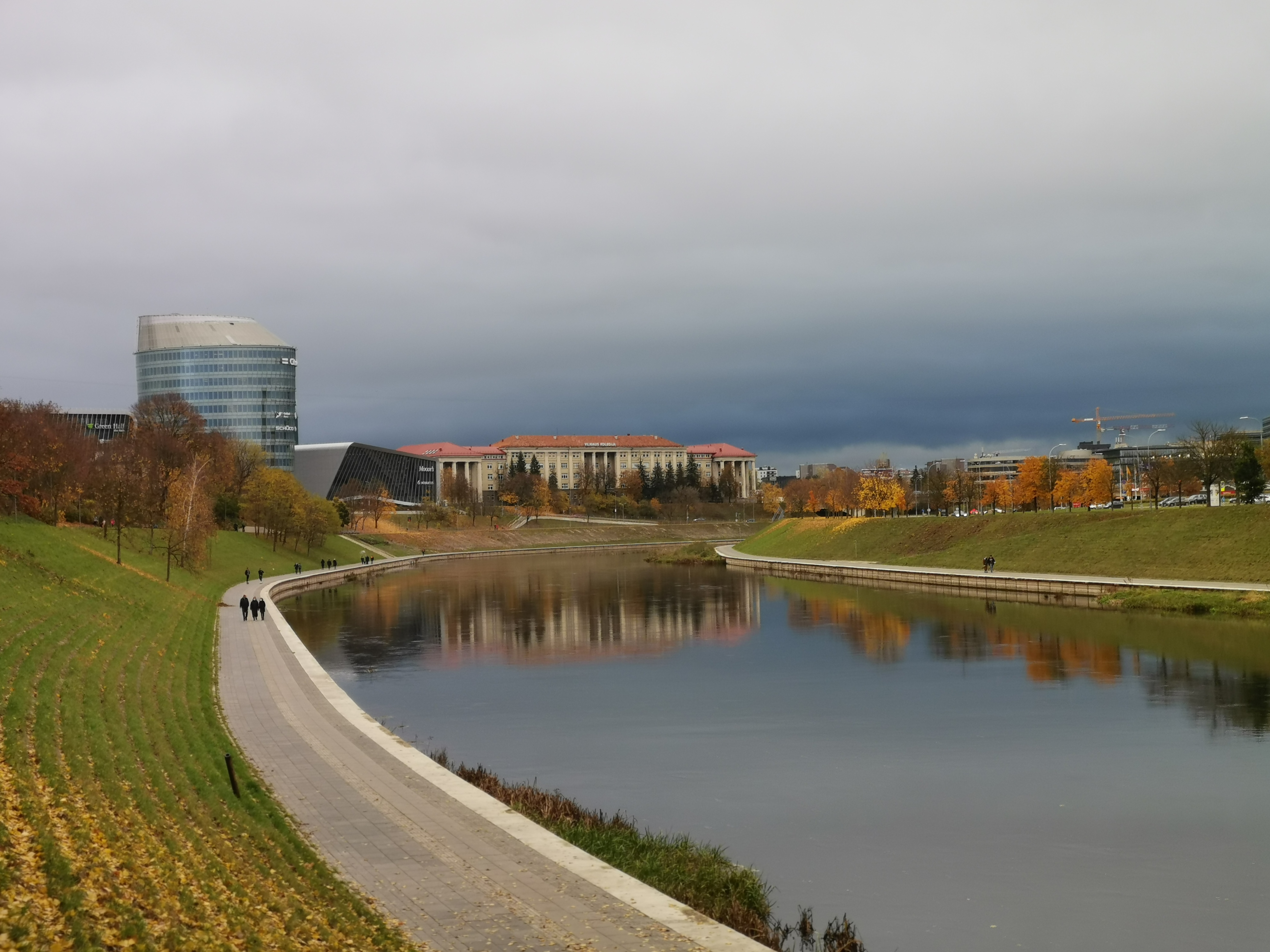
维尔纽斯市区内的河段

内里斯河，或称维利亚河，是尼曼河主要支流，发源于白俄罗斯，流入立陶宛后在维尔纽斯市区接纳维尔尼亚河后，于考纳斯注入尼曼河。
内里斯河全长510公里，其中白俄罗斯境内275公里，立陶宛境内235公里，流域面积25,100平方公里。